# Lijst van voetbalinterlands Canada - Finland (vrouwen)
Deze lijst van voetbalinterlands is een overzicht van alle officiële voetbalinterlands tussen de nationale vrouwenteams van Canada en Finland. De landen hebben tot nu toe vijf keer tegen elkaar gespeeld.

## Wedstrijden
| № | Plaats    | Datum           | Competitie                                    | Wedstrijd        | Uitslag |
| - | --------- | --------------- | --------------------------------------------- | ---------------- | ------- |
| 1 | Portimão  | 16 maart 2000   | Algarve Cup 2000                              | Finland − Canada | 1 − 2   |
| 2 | Lagos     | 7 maart 2002    | Algarve Cup 2002                              | Finland − Canada | 3 − 0   |
| 3 | Guangzhou | 20 januari 2008 | Four Nations Women's Football Tournament 2008 | Canada − Finland | 1 − 1   |
| 4 | Nicosia   | 8 maart 2013    | Cyprus Women's Cup 2013                       | Finland − Canada | 1 − 2   |
| 5 | Nicosia   | 5 maart 2014    | Cyprus Women's Cup 2014                       | Canada − Finland | 3 − 0   |

## Samenvatting
| Competitie                               | Totaal gespeeld | Winst Canada | Gelijk | Winst Finland | Doelsaldo Canada – Finland |
| ---------------------------------------- | --------------- | ------------ | ------ | ------------- | -------------------------- |
| Algarve Cup                              | 2               | 1            | 0      | 1             | 2 − 4                      |
| Cyprus Women's Cup                       | 2               | 2            | 0      | 0             | 5 − 1                      |
| Four Nations Women's Football Tournament | 1               | 0            | 1      | 0             | 1 − 1                      |
| Totaal                                   | 5               | 3            | 1      | 1             | 8 − 6                      |